# جوزيف غريغور
جوزيف غريغور (بالألمانية: Joseph Gregor)‏ هو واضع كلمات الأوبرا وكاتب نمساوي، ولد في 26 أكتوبر 1888 في تشيرنوفتسي في أوكرانيا، وتوفي في 12 أكتوبر 1960 في فيينا في النمسا.

## وصلات خارجية
- جوزيف غريغور على موقع مونزينجر (الألمانية)
- جوزيف غريغور على موقع ميوزك برينز (الإنجليزية)